# Spiraserpula caribensis
Spiraserpula caribensis är en ringmaskart som beskrevs av Pillai och Ten Hove 1994. Spiraserpula caribensis ingår i släktet Spiraserpula, och familjen Serpulidae.
Artens utbredningsområde är Mexikanska golfen. Inga underarter finns listade i Catalogue of Life.